# Plagiochasma crenulatum
Plagiochasma crenulatum là một loài rêu trong họ Aytoniaceae. Loài này được Gottsche mô tả khoa học đầu tiên.. Danh pháp khoa học của loài này chưa được làm sáng tỏ. 